# Máire Geoghegan-Quinn
Máire Geoghegan-Quinn, född 5 september 1950 i Carna i grevskapet Galway, är en irländsk politiker som representerar högerliberala partiet Fianna Fáil. 
Hon var Teachta Dála, ledamot av irländska parlamentet Dáil Éireann, 1975-1997. När hon utnämndes till minister för iriska regioner (Gaeltacht) 1979 var hon den första kvinnliga ministern sedan Constance Markiewicz (1919-1922). Hon avgick i samband med Fianna Fáils valförlust 1981. Hon var minister of state, motsvarande en svensk statssekreterare, hos premiärminister Charles Haughey från 1987 och avgick 1991 efter en motsättning med denne. Sedan Albert Reynolds efterträtt Haughey återkom Geoghegan-Quinn i regeringen och var turist- och transportminister 1992-1993 samt justitieminister 1993-1994. I den senare kapaciteten avkriminaliserade hon homosexualitet. 1994 utmanade hon Bertie Ahern om partiledarskapet i Fianna Fáil, men drog tillbaka kandidaturen på valdagen och drog sig 1997 helt och hållet tillbaka från politiken. Sedan 1999 är hon ledamot av Europeiska revisionsrätten.
Geoghegan-Quinn var EU-kommissionär med ansvar för forskning, innovation och vetenskap i Kommissionen Barroso II 2010-2014. 

## Fotnoter
1. ↑  Munzinger Personen, Munzinger person-ID: 00000028603, läst: 9 oktober 2017.[källa från Wikidata]
2. 1 2 3 4 5 6 7 8  läs online, www.oireachtas.ie  .[källa från Wikidata]